# 遠若町
遠若町（えんじゃくちょう）は、愛知県名古屋市港区の地名。現行行政地名は遠若町1丁目から遠若町3丁目。住居表示未実施地域。

## 地理
名古屋市港区中央部に位置する。東は名四町、西は十一屋、南は大手町、北は品川町に接する。

## 歴史

### 町名の由来
寛政町の小字名「九番遠若組」「十番遠若組」による。熱田前新田の中之割のうち「をの割」「わの割」「かの割」にあたることから、「を」の字源にあたる「遠」、「わか」から「若」の字を宛て、音読みしたものであるという。

### 行政区画の変遷
- 1961年（昭和36年）3月28日 - 港区寛政町の一部により、同区遠若町として成立[1]。
- 1965年（昭和40年）5月31日 - 一部が名四町に編入される[4]。
- 1966年（昭和41年）11月1日 - 「遠若池ごみ処分場」が埋め立てを開始する[5]。
- 1967年（昭和42年）6月30日 - 遠若池ごみ処分場が総面積6,600平方メートル、42,194トンを埋め立て完了する[5]。

## 世帯数と人口
2019年（平成31年）3月1日現在の世帯数と人口は以下の通りである。
| 町丁   | 世帯数  | 人口    |
| ------ | ------- | ------- |
| 遠若町 | 538世帯 | 1,178人 |

### 人口の変遷
国勢調査による人口の推移
| 1995年（平成7年）  | 1,339人 | [ WEB 6 ]  |  |
| 2000年（平成12年） | 1,285人 | [ WEB 7 ]  |  |
| 2005年（平成17年） | 1,233人 | [ WEB 8 ]  |  |
| 2010年（平成22年） | 1,226人 | [ WEB 9 ]  |  |
| 2015年（平成27年） | 1,146人 | [ WEB 10 ] |  |

## 学区
市立小・中学校に通う場合、学校等は以下の通りとなる。また、公立高等学校に通う場合の学区は以下の通りとなる。
| 番・番地等 | 小学校               | 中学校               | 高等学校 |
| ---------- | -------------------- | -------------------- | -------- |
| 全域       | 名古屋市立大手小学校 | 名古屋市立港南中学校 | 尾張学区 |

## 施設
- 天理教本築地分教会[2]
- 遠若神社
- 遠若池処分場

2丁目に所在した名古屋市の処分場。面積は6,600平方メートル。1966年（昭和41年）11月から1967年（昭和42年）6月にかけて使用された。

## その他

### 日本郵便
- 郵便番号 : 455-0054[WEB 3]（集配局：名古屋港郵便局[WEB 14]）。

### WEB
1. 1 2  “愛知県名古屋市港区の町丁・字一覧”.   人口統計ラボ. 2017年4月8日閲覧。
2. 1 2  “町・丁目(大字)別、年齢(10歳階級)別公簿人口(全市・区別)”.   名古屋市 (2019年3月20日). 2019年3月21日閲覧。
3. 1 2  “郵便番号”.  日本郵便. 2019年3月17日閲覧。
4. ↑  “市外局番の一覧”.   総務省. 2019年1月6日閲覧。
5. ↑  名古屋市役所市民経済局地域振興部住民課町名表示係 (2015年10月21日). “港区の町名一覧”.   名古屋市. 2020年11月15日閲覧。
6. ↑  総務省統計局 (2014年3月28日). “平成7年国勢調査の調査結果(e-Stat) - 男女別人口及び世帯数 －町丁・字等”. 2019年3月23日閲覧。
7. ↑  総務省統計局 (2014年5月30日). “平成12年国勢調査の調査結果(e-Stat) - 男女別人口及び世帯数 －町丁・字等”. 2019年3月23日閲覧。
8. ↑  総務省統計局 (2014年6月27日). “平成17年国勢調査の調査結果(e-Stat) - 男女別人口及び世帯数 －町丁・字等”. 2019年3月23日閲覧。
9. ↑  総務省統計局 (2012年1月20日). “平成22年国勢調査の調査結果(e-Stat) - 男女別人口及び世帯数 －町丁・字等”. 2019年3月23日閲覧。
10. ↑  総務省統計局 (2017年1月27日). “平成27年国勢調査の調査結果(e-Stat) - 男女別人口及び世帯数 －町丁・字等”. 2019年3月23日閲覧。
11. ↑  “市立小・中学校の通学区域一覧”.   名古屋市 (2018年11月10日). 2019年1月14日閲覧。
12. ↑  “平成29年度以降の愛知県公立高等学校（全日制課程）入学者選抜における通学区域並びに群及びグループ分け案について”.   愛知県教育委員会 (2015年2月16日). 2019年1月14日閲覧。
13. 1 2 3  “名古屋市の処分場・埋立場”. 2021年7月22日閲覧。
14. ↑  “郵便番号簿 2018年度版” (PDF).   日本郵便. 2019年4月14日閲覧。

### 書籍
1. 1 2  名古屋市計画局 1992, p. 838.
2. 1 2 3  「角川日本地名大辞典」編纂委員会 1989, p. 1529.
3. ↑  名古屋市計画局 1992, p. 512.
4. ↑  名古屋市計画局 1992, p. 837.
5. 1 2  なごやの清掃事業編集委員会 1982, p. 214.